# Delhi Metro Rail Corporation
A Delhi Metro Rail Corporation Ltd. (DMRC) é um companhia do estado que opera no Metrô de Deli na Região da Capital Nacional da Índia. Apesar de operar no metrô, a DMRC também é involvida com planejamentos e implatações de estações de metro e monocarril na Índia. A DMRC tem participação igual do Governo da Índia e o Governo de Deli. 

## História
A DMRC foi registada em 3 de maio de 1995 sobre o Ato das Companhias, 1956 pela implatação e operação subsequente do Metrô de Deli. E. Sreedharan foi apontado como o primeiro diretor-gerente do DMRC. Sreedharan entregou o comando como diretor-gerente da DMRC para Sri Mangu Singh em 31 de dezembro de 2011.
DMRC tornou obrigatório o uso de capacetes de segurança nos canteiros de obras. A empresa ganha créditos de carbono com a colheita da chuva em estações de metrô e ele executa um programa contra HIV-Aids para os trabalhadores.

## Trabalho em outros projetos

### Consultante
A DMRC também serviu como consultante de projeto e preparou projetos de todos os metrôs e monocarril na Índia exceto o Chennai, que foi construído antes da formação do DMRC.

### Implementação
A DMRC é involvida com implementação, incluindo construção da Metrô de Kochi e Metrô de Jaipur. 